# 3351 Smith
3351 Smith eller 1980 RN1 är en asteroid i huvudbältet som upptäcktes den 7 september 1980 av den amerikanske astronomen Edward L.G. Bowell vid Anderson Mesa Station. Den är uppkallad efter den amerikanska astronauten Michael J. Smith som omkom i olyckan med rymdfärjan Challenger den 28 januari 1986.
Asteroiden har en diameter på ungefär 7 kilometer.